# الکساندر بورگس
الکساندر بورگس (انگلیسی: Alexandre Borges؛ زادهٔ ۲۳ فوریهٔ ۱۹۶۶) یک هنرپیشه اهل برزیل است.